# Élection présidentielle américaine de 2008 au Texas
L'élection présidentielle américaine de 2008 au Texas a lieu le 4 novembre 2008 comme dans les 49 autres États ainsi que le district de Columbia. Les électeurs choisissent des grands électeurs pour les représenter dans le collège électoral à travers un vote populaire. Le Mississippi possède en 2008 34 grands électeurs. L'État donne l'ensemble de ses grands électeurs au candidat du Parti républicain John McCain. 
Le candidat vainqueur de ce scrutin dans tout le pays sera toutefois le candidat démocrate Barack Obama, qui entamera occupera la présidence des États-Unis du 20 janvier 2009 au 20 janvier 2017, ayant été réélu en 2012.  